# René Okle
René Okle (* 1. Januar 1983) ist ein deutscher Fußballspieler.

## Werdegang
In der Jugend spielte Okle für den TSV Seißen. Anschließend ging er zum SSV Ulm 1846, für den er in der Oberliga Baden-Württemberg auflief. Nachdem ihm in der Spielzeit 2003/04 in 33 Spielen acht Tore gelungen waren, wechselte er zum VfR Aalen in die Regionalliga Süd. An der Seite von Michael Stickel, Marcus Steegmann, Andreas Mayer und Branko Okić schaffte er in der Regionalliga-Spielzeit 2007/08 als Tabellenvierter die Qualifikation zur 3. Liga. Dort gehörte er unter Trainer Petrik Sander nur zu den Ergänzungsspielern und bestritt für die Aalener lediglich zwei Spiele in der Profiliga.
Nach dem Abstieg der Aalener aus der 3. Liga baute der Verein seinen Kader stark um und Okle verließ den Klub in Richtung Regionalligist SpVgg Weiden. Beim oberpfälzischen Klub etablierte er sich auf Anhieb als Stammspieler. Nachdem sein Verein im Dezember 2010 aufgelöst wurde, ist er zum SV Plößberg in die Bezirksoberliga Oberpfalz gewechselt, wo er nun auf der rechten Seite als Flügelspieler eingesetzt wird.